# Mołdawia na Letnich Igrzyskach Olimpijskich 2004
Mołdawię na Letnich Igrzyskach Olimpijskich 2004 reprezentowało 33 sportowców, w tym 7 kobiet. Najstarszym zawodnikiem był Oleg Moldovan (37 lat). Najmłodszym zawodnikiem była Olga Cristea (16 lat). Reprezentacja Mołdawii nie zdobyła żadnego medalu.

## Zawodnicy

### Boks

#### Mężczyźni
| Zawodnik        | Konkurencja     | 1/16 finału                         | 1/8 finału                          | Ćwierćfinały     | Półfinały        | Finał            | Pozycja | Źródło |
| Zawodnik        | Konkurencja     | Przeciwnik Wynik                    | Przeciwnik Wynik                    | Przeciwnik Wynik | Przeciwnik Wynik | Przeciwnik Wynik | Pozycja | Źródło |
| --------------- | --------------- | ----------------------------------- | ----------------------------------- | ---------------- | ---------------- | ---------------- | ------- | ------ |
| Igor Samoilenco | Waga musza      | Y. Gamboa Porażka – decyzja (33-46) | NQ                                  | NQ               | NQ               | NQ               | 17-27.  | [ 1 ]  |
| Vitalie Grușac  | Waga półśrednia | BYE                                 | Kim J. j. Porażka – decyzja (20-23) | NQ               | NQ               | NQ               | 9-16.   | [ 2 ]  |

### Judo

#### Mężczyźni
| Zawodnik     | Konkurencja   | 1/32 finału      | 1/16 finału         | 1/8 finału                    | Ćwierćfinały        | Półfinały             | Repasaże o brązowy medal | Repasaże o brązowy medal | Repasaże o brązowy medal | Repasaże o brązowy medal | Finał            | Pozycja | Źródło |
| Zawodnik     | Konkurencja   | 1/32 finału      | 1/16 finału         | 1/8 finału                    | Ćwierćfinały        | Półfinały             | Runda 1.                 | Runda 2.                 | Runda 3.                 | O brąz                   | Finał            | Pozycja | Źródło |
| Zawodnik     | Konkurencja   | Przeciwnik Wynik | Przeciwnik Wynik    | Przeciwnik Wynik              | Przeciwnik Wynik    | Przeciwnik Wynik      | Przeciwnik Wynik         | Przeciwnik Wynik         | Przeciwnik Wynik         | Przeciwnik Wynik         | Przeciwnik Wynik | Pozycja | Źródło |
| ------------ | ------------- | ---------------- | ------------------- | ----------------------------- | ------------------- | --------------------- | ------------------------ | ------------------------ | ------------------------ | ------------------------ | ---------------- | ------- | ------ |
| Victor Bivol | Waga do 73 kg | BYE              | R. León W 1001-0000 | H. Malekmohammadi W 1000-0000 | J. Neto W 1000-0000 | Won H.-l. P 0100-1000 | BYE                      | BYE                      | BYE                      | L. Guilheiro P 0000-0001 | NQ               | 5-6.    | [ 3 ]  |

### Kolarstwo

#### Kolarstwo szosowe

##### Mężczyźni
| Zawodnik      | Konkurencja                | Czas    | Pozycja | Źródło |
| ------------- | -------------------------- | ------- | ------- | ------ |
| Ruslan Ivanov | Wyścig ze startu wspólnego | 5:50:35 | 51.     | [ 4 ]  |
| Igor Pugaci   | Wyścig ze startu wspólnego | 5:50:35 | 63.     | [ 4 ]  |

### Lekkoatletyka

#### Konkurencje biegowe

##### Kobiety
| Zawodniczka              | Konkurencja     | Eliminacje | Eliminacje | Półfinały | Półfinały | Finał    | Finał   | Źródło |
| Zawodniczka              | Konkurencja     | Czas       | Pozycja    | Czas      | Pozycja   | Czas     | Pozycja | Źródło |
| ------------------------ | --------------- | ---------- | ---------- | --------- | --------- | -------- | ------- | ------ |
| Olga Cristea             | Bieg na 800 m   | 2:08.97    | 6.         | NQ        | NQ        | NQ       | NQ      | [ 5 ]  |
| Natalia Cherches         | Bieg na 10000 m | —          | —          | —         | —         | 34:04.97 | 27.     | [ 6 ]  |
| Svetlana Tkach-Shepeleva | Maraton         | —          | —          | —         | —         | 3:03:29  | 61.     | [ 7 ]  |

##### Mężczyźni
| Zawodniczka      | Konkurencja                     | Eliminacje | Eliminacje | Finał   | Finał   | Źródło |
| Zawodniczka      | Konkurencja                     | Czas       | Pozycja    | Czas    | Pozycja | Źródło |
| ---------------- | ------------------------------- | ---------- | ---------- | ------- | ------- | ------ |
| Ion Luchianov    | Bieg na 3000 m przez przeszkody | 8:26.17    | 9.         | NQ      | NQ      | [ 8 ]  |
| Natalia Cherches | Chód na 20 km                   | —          | —          | 1:29:06 | 34.     | [ 9 ]  |

#### Konkurencje techniczne

##### Kobiety
| Zawodnik     | Konkurencja | Eliminacje | Eliminacje | Finał | Finał   | Źródło |
| Zawodnik     | Konkurencja | Wynik      | Pozycja    | Wynik | Pozycja | Źródło |
| ------------ | ----------- | ---------- | ---------- | ----- | ------- | ------ |
| Ina Gliznuța | Skok wzwyż  | 1,85 m     | 26.        | NQ    | NQ      | [ 10 ] |
| Olga Bolșova | Trójskok    | 13,90 m    | 24.        | NQ    | NQ      | [ 11 ] |

##### Mężczyźni
| Zawodnik          | Konkurencja    | Eliminacje | Eliminacje | Finał | Finał   | Źródło |
| Zawodnik          | Konkurencja    | Wynik      | Pozycja    | Wynik | Pozycja | Źródło |
| ----------------- | -------------- | ---------- | ---------- | ----- | ------- | ------ |
| Vladimir Letnicov | Trójskok       | 16,25 m    | 32.        | NQ    | NQ      | [ 12 ] |
| Ivan Emilianov    | Pchnięcie kulą | 19,25 m    | 24.        | NQ    | NQ      | [ 13 ] |
| Vadim Hranovschi  | Rzut dyskiem   | 55,64 m    | 32.        | NQ    | NQ      | [ 14 ] |
| Roman Rozna       | Rzut młotem    | 71,78 m    | 28.        | NQ    | NQ      | [ 15 ] |

#### Wieloboje

##### Mężczyźni
| Zawodnik         | Konkurencja   |          | 100 m   | Skok w dal | Kula    | Skok wzwyż | 400 m   | 110 m ppł. | Dysk    | Tyczka                 | Oszczep | 1500 m  | Wynik końcowy | Źródło |
| ---------------- | ------------- | -------- | ------- | ---------- | ------- | ---------- | ------- | ---------- | ------- | ---------------------- | ------- | ------- | ------------- | ------ |
| Victor Covalenco | Dziesięciobój | Rezultat | 11.28   | 7,20 m     | 13,04 m | 1,85 m     | 51.82   | 15.80      | 38,19 m | Nie zaliczył podejścia | 53,46 m | 4:23.81 | 30.           | [ 16 ] |
| Victor Covalenco | Dziesięciobój | Punkty   | 799 pkt | 862 pkt    | 670 pkt | 670 pkt    | 733 pkt | 755 pkt    | 628 pkt | 0 pkt                  | 640 pkt | 786 pkt | 6543 pkt      | [ 16 ] |

### Pływanie

#### Kobiety
| Zawodniczka     | Konkurencja           | Eliminacje | Eliminacje | Półfinały | Półfinały | Finał | Finał   | Pozycja | Źródło |
| Zawodniczka     | Konkurencja           | Czas       | Pozycja    | Czas      | Pozycja   | Czas  | Pozycja | Pozycja | Źródło |
| --------------- | --------------------- | ---------- | ---------- | --------- | --------- | ----- | ------- | ------- | ------ |
| Maria Tregubova | 50 m stylem dowolnym  | 28.40      | 2.         | NQ        | NQ        | NQ    | NQ      | 48.     | [ 17 ] |
| Niolceta Coica  | 100 m stylem dowolnym | 59.85      | 8.         | NQ        | NQ        | NQ    | NQ      | 47.     | [ 18 ] |

#### Mężczyźni
| Zawodniczka        | Konkurencja              | Eliminacje | Eliminacje | Półfinały | Półfinały | Finał | Finał   | Pozycja | Źródło |
| Zawodniczka        | Konkurencja              | Czas       | Pozycja    | Czas      | Pozycja   | Czas  | Pozycja | Pozycja | Źródło |
| ------------------ | ------------------------ | ---------- | ---------- | --------- | --------- | ----- | ------- | ------- | ------ |
| Octavian Guțu      | 100 m stylem dowolnym    | 51.84      | 1.         | NQ        | NQ        | NQ    | NQ      | 47.     | [ 19 ] |
| Ștefan Pinciuc     | 200 m stylem dowolnym    | 1:54.56    | 3.         | NQ        | NQ        | NQ    | NQ      | 49.     | [ 20 ] |
| Victor Rogut       | 400 m stylem dowolnym    | 4:01.68    | 5.         | NQ        | NQ        | NQ    | NQ      | 35.     | [ 21 ] |
| Alexandru Ivlev    | 100 m stylem grzbietowym | 1:00.13    | 3.         | NQ        | NQ        | NQ    | NQ      | 42.     | [ 22 ] |
| Andrei Mihailov    | 200 m stylem grzbietowym | 2:06.97    | 2.         | NQ        | NQ        | NQ    | NQ      | 34.     | [ 23 ] |
| Andrei Capitanciuc | 100 m stylem klasycznym  | 1:05.65    | 2.         | NQ        | NQ        | NQ    | NQ      | 47.     | [ 24 ] |
| Sergiu Postică     | 200 m stylem klasycznym  | 2:27.21    | 6.         | NQ        | NQ        | NQ    | NQ      | 45.     | [ 25 ] |
| Andrei Zaharov     | 200 m stylem zmiennym    | 2:07.40    | 5.         | NQ        | NQ        | NQ    | NQ      | 39.     | [ 26 ] |

### Podnoszenie ciężarów

#### Mężczyźni
| Zawodnik         | Konkurencja    | Rwanie                 | Rwanie                 | Podrzut  | Podrzut | Suma             | Suma             | Źródło |
| Zawodnik         | Konkurencja    | Wynik                  | Pozycja                | Wynik    | Pozycja | Wynik            | Pozycja          | Źródło |
| ---------------- | -------------- | ---------------------- | ---------------------- | -------- | ------- | ---------------- | ---------------- | ------ |
| Evgheni Bratan   | Waga do 94 kg  | 175 kg                 | 7.                     | 205 kg   | 13.     | 380 kg           | 10.              | [ 27 ] |
| Vadim Vacarciuc  | Waga do 94 kg  | Nie zaliczył podejścia | Nie zaliczył podejścia | DNS      | DNS     | Nieklasyfikowany | Nieklasyfikowany | [ 27 ] |
| Alexandru Bratan | Waga do 105 kg | 192,5 kg               | 2.                     | 222,5 kg | 4.      | 415 kg           | 4.               | [ 28 ] |

### Strzelectwo

#### Mężczyźni
| Zawodnik      | Konkurencja                        | Eliminacje | Eliminacje | Finał | Suma    | Pozycja | Źródło |
| Zawodnik      | Konkurencja                        | Wynik      | Pozycja    | Wynik | Suma    | Pozycja | Źródło |
| ------------- | ---------------------------------- | ---------- | ---------- | ----- | ------- | ------- | ------ |
| Oleg Moldovan | Strzelanie do ruchomej tarczy 10 m | 568 pkt    | 14.        | NQ    | 568 pkt | 14.     | [ 29 ] |

### Zapasy

#### Styl Wolny

##### Mężczyźni
| Zawodnik          | Konkurencja   | Faza grupowa       | Faza grupowa        | Faza grupowa                       | Ćwierćfinały     | Półfinały        | O brąz           | Finał            | Pozycja | Źródło |
| Zawodnik          | Konkurencja   | Przeciwnik Wynik   | Przeciwnik Wynik    | Pozycja w grupie Bilans pojedynków | Przeciwnik Wynik | Przeciwnik Wynik | Przeciwnik Wynik | Przeciwnik Wynik | Pozycja | Źródło |
| ----------------- | ------------- | ------------------ | ------------------- | ---------------------------------- | ---------------- | ---------------- | ---------------- | ---------------- | ------- | ------ |
| Ghenadie Tulbea   | Waga do 55 kg | Stephen Abas P 1-6 | René Montero P 0-5  | 3. 0-2                             | NQ               | NQ               | NQ               | NQ               | 21.     | [ 30 ] |
| Ruslan Bodișteanu | Waga do 66 kg | Jamill Kelly P 0-3 | Elman Asgarov P 3-7 | 3. 0-2                             | NQ               | NQ               | NQ               | NQ               | 19.     | [ 31 ] |